# Elijahu Mojal

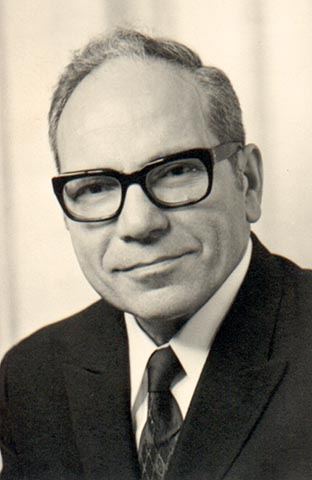
Elijahu Mojal

Elijahu Mojal (hebräisch אליהו מויאל; * 2. August 1920 in Salé; † 6. September 1991) war ein israelischer Politiker.

## Leben
Elijahu Mojal wurde im Jahre 1941 Generalsekretär des Stadtrates von Salé und 1942 Sekretär der „All Israel are Friends association“. 1945 wanderte er nach Palästina ein und wurde Mitglied der Hagana. ebenso wurde er Mitglied der Mapai im Jahre 1946 und wurde von den Briten festgenommen. 1947 reiste er zu den Internierungscamps in Britisch-Zypern, beauftragt durch die Jewish Agency. Er war von 1973 bis 1981 Abgeordneter des HaMaʿarach in der Knesset. Vom 24. März 1975 bis zum 20. Juni 1977 war er stellvertretender Kommunikationsminister.